# Achim Warmbold
Achim Warmbold (rođen 17. srpnja 1941.) je njemački bivši reli-vozač. Tijekom karijere bio je dva puta Zapadnonjemački prvak u reliju godine 1971. i 1980.
Na reli-utrkama svjetskog prvenstva u reliju nastupio je 27 puta, pobijedio na dvije, dok je na još dvije završio na pobjedničkom postolju. Pobjede je zabilježio na prvoj sezoni svjetskog prvenstva u reliju 1973., na utrkama Reli Poljska i Austrijski Alpski Reli. Tijekom sezone 1973. i 1974. suvozač mu je bio Jean Todt.